# Hydrophonic
Hydrophonic es el cuarto y último álbum de estudio de la banda escocesa The Soup Dragons. Producido por Sean Dickson en Homegrowd Studios y Cava Studios (Glasgow, Escocia). Lanzado en septiembre de 1994 por el sello Polygram.

## Listado de canciones
1. "One Way Street" (4:01)
2. "Don't Get Down (Get Down)" (5:06)
3. "Do You Care?" (3:20)
4. "May The Force Be With You" (4:31)
5. "Contact High" (3:43)
6. "All Messed Up" (3:39)
7. "The Time Is Now" (4:53)
8. "Freeway" (4:19)
9. "Rest In Peace" (5:42)
10. "J.F. Junkie" (4:34)
11. "Automatic Speed Queen" (3:24)
12. "Out Of Here" (3:37)
13. "Motherfunker" (6:52)
14. "Black And Blues" (4:47)
15. "Hypersonic Re-Entry" (0:54)
- Datos: Q5955291